# Ravensworth Castle (Tyne and Wear)

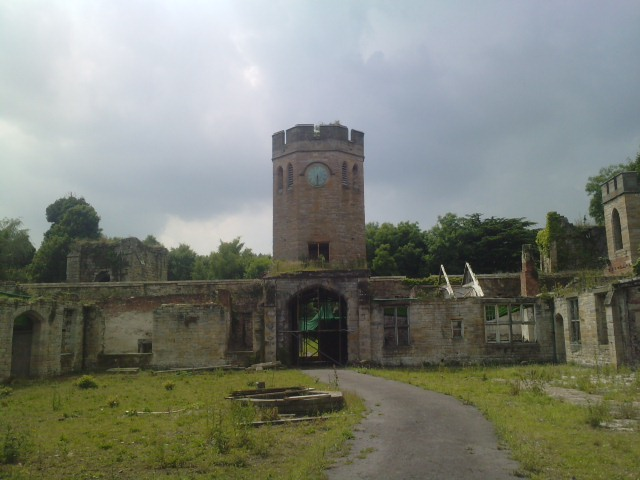
Ravensworth Castle in Tyne and Wear

Ravensworth Castle ist eine Burgruine im Dorf Lamesley in der englischen Grafschaft Tyne and Wear. Sie gilt als Scheduled Monument, und English Heritage hat sie als historisches Gebäude II*. Grades gelistet.

## Geschichte
Zu den früheren Besitzern ab dem 12. Jahrhundert zählten die Familien FitzMarmaduke, Lumley und Gascoigne. 1607 wurde die Burg von Thomas Liddell, einem reichen Kaufmann aus Newcastle-upon-Tyne, gekauft und blieb über 350 Jahre lang im Eigentum der Familie Liddell.
Im Jahre 1724 ließ Sir Henry Liddell ein großes Herrenhaus in den Burghof bauen, aber dieses ließ Sir Thomas Liddell 1808 wieder abreißen und durch ein großartiges, von John Nash entworfenes, neugotisches Haus ersetzen. Der Duke of Wellington war dort im Oktober 1827 zu Gast.
Die Familie Liddell gab die Burg um 1910 als Sitz auf. Kurze Zeit war sie an eine Mädchenschule verpachtet, verfiel aber langsam. Große Teile wurden um 1952 durch Setzung, die durch den Bergbau verursacht wurde, zerstört. Ein Teil der Steine wurde für die Erweiterung von Hindley Hall genutzt. Die ruinösen Überreste hat English Heritage in das Heritage at Risk Register aufgenommen.

## Restoration Series
Die Burg kam in der BBC-Fernsehserie Restoration vor. Alle 30 Kandidaten der Serie sind auch in einem Buch zusammengefasst, das nach Ende der Serie aufgelegt wurde.